# Zanzibarsko otočje
Zanzibarsko otočje je otočje v Indijskem oceanu, nekaj deset kilometrov oddaljeno od obale Vzhodne Afrike. Sestavljata ga dva velika otoka, Unguja (tradicionalno imenovan tudi Zanzibar) in Pemba, ter 53 manjših v okolici. Predstavlja ozemlje polavtonomne regije Zanzibar, ki je del države Tanzanije, a ima v veliki meri ločeno sodstvo in delno finančno neodvisnost od celine. Nekateri k njemu prištevajo še otok Mafia s pripadajočimi manjšimi otoki nekoliko južneje, ki pa je kulturno in upravno povsem ločen od Zanzibarja in ga običajno obravnavamo kot svoje otočje.
Otoke sestavljajo sedimentne kamnine, ki so jih dvignili tektonski premiki, povezani z nastajanjem vzhodnoafriškega tektonskega jarka v obdobju zadnjih 30 milijonov let. V tem času je gladina morja v tej regiji močneje nihala, tako da je bilo ozemlje večkrat povezano s kopnim (nazadnje pred približno 10.000 leti). Del kamnite podlage tvori koralni apnenec, v katerem je voda izdolbla kraške pojave, kot so podvodne jame in vrtače. Podnebje je tropsko oceansko z neizrazitim nihanjem temperature in vlažnosti, a močno izraženimi pomladnimi in poznojesenskimi deževji.
Biogeografsko so otoki del mozaične regije Zanzibar–Inhambane, ki se razteza vzdolž obalnega predela od južne Somalije do Mozambika in velja za »vročo točko biotske raznovrstnosti«. Pri tem pa zaradi bližine obal in človeške aktivnosti stopnja endemizma ni posebej visoka, z delno izjemo otočka Pemba, ki leži nekoliko dlje od obale. Izjemno raznovrstno je tudi življenje v morju.